# Thaumaspis castetsi
Thaumaspis castetsi är en insektsart som beskrevs av Andrej Vasiljevitj Gorochov 1993. Thaumaspis castetsi ingår i släktet Thaumaspis och familjen vårtbitare. Inga underarter finns listade i Catalogue of Life.